# Cem Sonetos de Amor
Cem Sonetos de Amor é um livro de Pablo Neruda publicado em 1959 com cem sonetos relacionados ao romantismo, amor etc., divididos em quatro partes: Manhã, Meio-dia, Tarde e Noite, nas quais Neruda expressa todo o conteúdo da palavra amor. 
O soneto "A Dança" foi divulgado no filme Patch Adams, no qual Patch o recita para Monica Potter.
Cinco outros sonetos ("Si no fuera porque tus ojos...", "Amor, amor, las nubes...","No estés lejos de mí...", "Ya eres mía", "Amor mío, si muero y tu no mueres") foram musicados por Peter Lieberson, que orquestrou as canções durante temporada que passou em Abadiânia. Há uma gravação ao vivo com James Levine e a Sinfônica de Boston.